# Khedrub Norsang Gyatsho
| Tibetische Bezeichnung                                 |
| ------------------------------------------------------ |
| Wylie-Transliteration: mkhas grub nor bzang rgya mtsho |
| Andere Schreibweisen: Khedrup Norsang Gyatso           |
| Chinesische Bezeichnung                                |
| Vereinfacht: 努桑嘉措                                  |
| Pinyin:Nusang Jiacuo                                   |

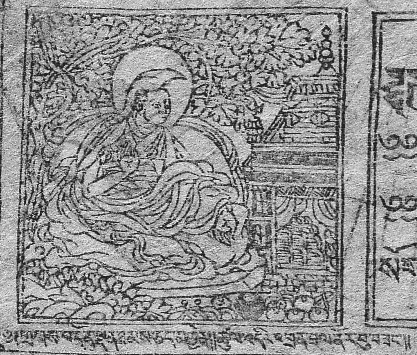
Norsang Gyatsho (tibetischer Blockdruck des Weißen Berylls (tib./Sanskrit: Vaiḍūrya dkar po) (1685))

Khedrub Norsang Gyatsho (tib.: mkhas grub nor bzang rgya mtsho; * 1423; † 1513) war ein bedeutender tibetischer Gelehrter und Geistlicher des tibetischen Buddhismus im 15. Jahrhundert. Er war Schüler des 1. Dalai Lama und Hauptlehrer des 2. Dalai Lama. Er gehörte der Gelug-Schule an, vertrat aber einen synkretistischen Ansatz bezüglich der Mahamudra-Lehren und -Praktiken zwischen der Gelug- und Kagyü-Schule. Zusammen mit Phugpa Lhündrub Gyatsho (phug pa lhun grub rgya mtsho) gehörte Norsang Gyatsho zur einflussreichen, auf Lhündrub Gyatsho zurückgehenden Phug-Schule der tibetischen Astronomie und Astrologie. Er wird in der tibetischen Tradition als großer Meditierender und Lehrer verehrt und zählt zu den Meistern vieler Praxis-Übertragungslinien, darunter die des Kalachakra.

## Schriften
StudyBuddhism.com
- „Dam-tshig gsal-ba’i sgron-me“ („Eine Lampe zur Erhellung der bindenden Praktiken“).
- „Bka’-dge dgongs-pa gcig-bsgrub-kyi phyag-rgya chen-po gsal-ba’i sgron-ma“ („Eine Lampe zur Klärung der Mahamudra, um die einheitliche Absicht der Kagyü- und Gelugpa-Tradition zu etablieren“).
- „Phyi-nang-gzhan-gsum gsal-bar byed-pa dri-med ’od-kyi rgyan“ („Ein Schmuck für [Pundarikas] ‚Makelloses Licht’, Klärung der äußeren, inneren und alternativen [Kalachakras]“).